# ریموند (مینه‌سوتا)
ریموند، مینه‌سوتا (به انگلیسی: Raymond, Minnesota) یک شهر در ایالات متحده آمریکا است که در شهرستان کندیوهای، مینه‌سوتا واقع شده‌است.

## خصوصیات
ریموند ۲٫۲۸ کیلومترمربع مساحت و ۷۶۴ نفر جمعیت دارد و ۳۳۰ متر بالاتر از سطح دریا واقع شده‌است.